# Caturigi
I Caturigi (in latino Caturiges) furono un piccolo popolo celtico stanziato sulle Alpi, precisamente nella valle dell'alta Durance, nelle Alpi Cozie.
Gaio Giulio Cesare li menziona una sola volta nel De bello Gallico.
I Caturigi vennero sottomessi a Roma nel contesto delle campagne di conquista di Augusto di Rezia e arco alpino, condotte dai suoi generali Druso maggiore e Tiberio (il futuro imperatore) contro i popoli alpini tra il 16 e il 15 a.C. Sono ricordati tra i popoli alpini che rispondevano a Cozio nell'iscrizione dedicatoria dell'Arco di Augusto a Susa.
Il nome dei Caturigi è ricordato anche insieme a quello di numerose altre tribù alpine vinte da Ottaviano Augusto nell'iscrizione presente sul Trofeo delle Alpi ("Tropaeum Alpium"), monumento romano eretto nel 7-6 a.C. per celebrare la sottomissione delle popolazioni alpine e situato presso la città francese di La Turbie:
(Trofeo delle Alpi, Iscrizione frontale)

### Fonti primarie
- Trofeo delle Alpi